# ノクトン
ノクトン（Nokton）とは、フォクトレンダーの写真レンズの名称。Nokt-が「夜」を意味するとおり、開放F値がF1.5以上に明るいダブルガウス型大口径レンズに用いられる。

## オリジナル・ノクトン
最初に名称として用いられたのは1951年で、ドイツの旧フォクトレンダーからレンジファインダー機「プロミネント」用に発売されたノクトン50mmF1.5である。このレンズはアルブレヒト・ウィルヘルム・トロニエの設計によるもので、大口径であることに加え、繊細で柔らかく生命感があり暖かい非常に優れた描写をするレンズとして人気を博した。
いくつか特許が存在する。例えばU.S.P.2646721は硝材5種を使った5群7枚構成で、画角直径45度に渡り非点収差、像面湾曲、歪曲収差とも良好に補正されていた。U.S.P.2662447は硝材8種を使って一眼レフカメラのミラー動作スペースを取るためにバックフォーカスを長く取った6群8枚構成で、レクタフレックスにレクタフレックス・ノクトン（Rectaflex-Nokton）50mmF1.5として供給された。
後にコシナから発売されたライカマウントレンズと区別するために、しばしばプロミネント・ノクトン、オリジナル・ノクトンあるいはノクトン・オリジナルと呼ばれる。

## 新ノクトン

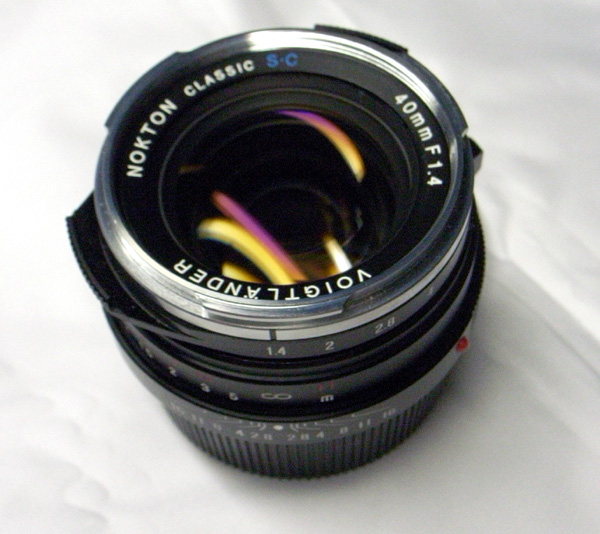
ノクトンクラシック40mmF1.4シングルコート版

コシナは、1999年にOEM事業などを通して以前から関係のあったプルス・フォトおよびリング・フォト両社からフォクトレンダー・ブランドの使用権許諾を受け、ライカマウント互換のレンジファインダーカメラベッサシリーズの販売を開始した。このベッサシリーズ用に発売されたレンズ群の中で、開放F値1.5以上の大口径レンズに対して「ノクトン」の名称が用いられている。これらの「ノクトン」は、レンズ構成などにおいて旧フォクトレンダーのノクトンと直接の繋がりはない。

## 製品一覧

### コンタックスマウントノクトン
ドイツ時代の製品がごく少数市場に出回っている。

### ライカマウントノクトン
ドイツ時代の製品はごく少数が市場に出回っている。コシナ時代になってからもノクトンブランドで製品が出ている。

### マイクロフォーサーズマウントノクトン
コシナにより製造された。マイクロフォーサーズマウント。

### 各種一眼レフカメラ用ノクトン
コシナにより製造された。

### 特殊用ノクトン
- R-ノクトン10.5cmF1.5 - 集団検診車に装備する間接X線撮影専用の特殊レンズ[8]。

## 関連事項
ノクトンと同様に、夜を意味するNokt-、Noct-を名称として用いたレンズに、ニコンのノクトニッコール、ライカのノクチルックスが存在する。